# Институт физики плазмы Общества Макса Планка
Институт физики плазмы Общества Макса Планка (нем. Das Max-Planck-Institut für Plasmaphysik, IPP) — это научно-исследовательское учреждение в Германии.

## История
Институт находится в Гархинге недалеко от Мюнхена и его филиал       — в Грайфсвальде, Германия. Оба подразделения занимаются исследованием физических принципов работы термоядерной электростанций. Институт входит в состав Общества содействия развитию науки Макса Планка, основан в Гархинге в 1960 году первоначально в организационно-правовой форме общества с ограниченной ответственностью (GmbH) с Обществом Макса Планка и физиком Вернером Гейзенбергом в качестве акционеров.
В 1971 году институт был включен в Общество Макса Планка. Филиал в Грайфсвальде был основан в 1994 году. С 1961 года институт является частью «Европейской программы исследований в области термоядерного синтеза», которую координирует Европейское сообщество по атомной энергии (EURATOM). С 2014 года институт является членом и координатором консорциума EUROfusion, в который входят 30 исследовательских центров термоядерного синтеза в 26 странах Евросоюза, а также Швейцарии и Украины. Институт финансируется Европейским Союзом, Федеративной Республикой Германия и землями Бавария и Мекленбург-Передняя Померания.

## Концепция
В институте работает около 1100 сотрудников, в том числе около 700 в Гархинге и 400 в Грайфсвальде. Девять научных направлений института исследуют удержание высокотемпературной водородной плазмы, разрабатывают системы нагрева плазмы и методы измерения для анализа свойств плазмы, а также занимаются теорией плазмы, технологией магнитного поля, исследованием материалов, взаимодействием плазмы со стенками, сбором и обработкой данных с системными исследованиями по термоядерному синтезу. В состав института входят две младшие научные группы. Совместно с Техническим университетом Мюнхена и Университетом Грайфсвальда институт является спонсором «Международной высшей школы им. Гельмгольца по физике плазмы» — программы подготовки докторантов в области физики плазмы. Научными членами и руководителями были Александр Брэдшоу и Фридрих Вагнер.

## Деятельность
К наиболее важным экспериментам по термоядерному синтезу в истории института относятся стеллараторы Wendelstein 2a (1968–1974 гг.), Wendelstein 7-A (1976–1985 гг.) и Wendelstein 7-AS (1988–2002 гг.), а также токамак-системы Pulsator (1973–1979 годы) и ASDEX (1980–1990 годы). В Гархинге работает токамак ASDEX Upgrade (с 1991 г.); В 2015 году в филиале Грайфсвальда начал работу стелларатор Wendelstein 7-X, крупнейшая в мире термоядерная установка стеллараторного типа. Институт также играет ключевую роль в научной работе европейского совместного эксперимента Joint European Torus (с 1983 года) в Калхэме, Великобритания, который в настоящее время является крупнейшей термоядерной установкой в мире. Институт внес вклад в планирование Международного экспериментального термоядерного реактора, строительство которого началось в 2009 году. Плазменный эксперимент WEGA проводился в Грайфсвальде с 2001 по 2013 год в учебных целях.

## Директора и направления исследований
Директора и их основные направления работы института (по состоянию на октябрь 2023 г.):
- Сибилла Гюнтер, теория токамака
- Пер Хеландер, теория стелларатора
- Урсель Фантц (исполняющий обязанности), технология и диагностика ИТЭР
- Фрэнк Дженко, теория токамака
- Томас Клингер, разработка сценариев Stellarator
- Рэйчел М. МакДермотт, Физика края плазмы
- Эрик Зонненрукер, Численные методы в физике плазмы
- Ульрих Строт, Токамак: физика фронта и дивертора
- Роберт Вольф, Оптимизация Stellarator
- Хартмут Зом, разработка сценария токамака

## Публикации
Институт издает информационный бюллетень «den Newsletter Energie-Perspektiven» с 1999 года.

## Внешние ссылки
- Институт физики плазмы Макса Планка Официальный сайт
- Информационный бюллетень «Энергетические перспективы»
- YouTube-канал ИМПИ физики плазмы